# Phoenicolacerta laevis
Phoenicolacerta laevis — вид ящірок родини ящіркових (Lacertidae). Мешкає в Східному Середземномор'ї.

## Поширення і екологія
Phoenicolacerta cyanisparsa мешкають в Таврських горах, Кілікії і Каппадокії на півдні Туреччині, на заході Сирії, в Лівані, північному Ізраїлі і північно-західній Йорданії. Вони живуть в кам'янистих місцевостях, порослих лісами і чагарниковими заростями, на луках і в садах, на висоті до 1800 м над рівнем моря. Відкладають яйця.